# ترانه‌های داغ مسیحی
ترانه‌های داغ مسیحی (انگلیسی: Hot Christian Songs) یک جدول موسیقی است که هر هفته توسط مجلهٔ بیلبورد در ایالات متحده منتشر می‌شود. این جدول، محبوبیت ترانه‌های مسیحی را با استفاده از روش‌های مشابهی که برای بیلبورد هات ۱۰۰، نمودار ترانه‌های شاخص مجله، یعنی با ترکیب داده‌های حاصل از فروش دانلودها، داده‌های پخش جاری، و پخش در تمام ایستگاه‌های رادیویی تحت نظارت، توسعه داده شده‌است، رتبه‌بندی می‌کند.
جدول ترانه‌های داغ مسیحی از زمان آغاز به کار خود در ژوئن ۲۰۰۳ تا نوامبر ۲۰۱۳، تنها بر اساس برداشت کلی مخاطبان از ترانه‌های پخش‌شده در ایستگاه‌های رادیویی موسیقی مسیحی معاصر، ترانه‌های برتر را رتبه‌بندی می‌کرده‌است. با انتشار جدول مورخ ۷ دسامبر ۲۰۱۳، این جدول برای جمع‌آوری رتبه‌بندی خود از همان روش استفاده‌شده برای ۱۰۰ ترانهٔ برتر پیروی می‌کند. جدول ایرپلی مسیحی نیز همزمان با این تغییر برای نظارت بر پخش ترانه‌ها در ایستگاه‌های رادیویی مسیحی ایجاد شد.
تار زمان انتشار جدول مورخ ۱۲ نوامبر ۲۰۲۲، تک‌آهنگ شماره یک کنونی این جدول «یک قایق بساز» اثر کلتون دیکسون بوده‌است.

## دستاوردهای ترانه‌ها

### بیشترین هفته‌ها در شماره یک
- ۱۶ ترانه پانزده هفته یا بیشتر را در رتبهٔ اول سپری کرده‌اند:

| هفته در شماره یک | هنرمند(ها)                   | ترانه                                     | سال(ها)             | منبع   |
| ---------------- | ---------------------------- | ----------------------------------------- | ------------------- | ------ |
| ۱۳۲              | لورن دایگل                   | «تو بگو»                                  | ۲۰۱۸–۲۱             | [ ۳ ]  |
| ۶۱               | هیل‌سانگ یونایتد              | «اقیانوس‌ها (جایی که پاها به‌درد نمی‌خورند)» | ۲۰۱۳–۱۴، ۲۰۱۵، ۲۰۱۶ | [ ۴ ]  |
| ۳۷               | هیل‌سانگ وورشیپ               | «چه اسم قشنگی»                            | ۲۰۱۷–۱۸             | [ ۵ ]  |
| ۲۶               | کری آندروود                  | «چیزی در آب»                              | ۲۰۱۴–۱۵             | [ ۶ ]  |
| ۲۳               | مرسی‌می                       | «کلام خدا سخن می‌گوید»                     | ۲۰۰۳                | [ ۷ ]  |
| ۲۰               | کیتی نیکول                   | «به نام عیسی (خدای ممکن)»                 | ۲۰۲۲                | [ ۸ ]  |
| ۱۹               | نیدتوبریث                    | «برادر»                                   | ۲۰۱۵                | [ ۹ ]  |
| ۱۹               | کستینگ کراونز                | «شرق به غرب»                              | ۲۰۰۷                | [ ۱۰ ] |
| ۱۹               | برندون هیث                   | «چشمانت را به من بده»                     | ۲۰۰۸                | [ ۱۱ ] |
| ۱۸               | کریس تاملین                  | «ساخته‌شده برای عبادت»                     | ۲۰۰۶                | [ ۱۲ ] |
| ۱۸               | لورن دایگل                   | «به خودت اعتماد کن»                       | ۲۰۱۵                | [ ۱۳ ] |
| ۱۸               | کوری آسبری                   | «عشق بی پروا»                             | ۲۰۱۸                | [ ۱۴ ] |
| ۱۷               | متیو وست                     | «سلام، نام من»                            | ۲۰۱۳                | [ ۱۵ ] |
| ۱۵               | جرمی کمپ                     | «خودت را پس بگیر»                         | ۲۰۰۵                | [ ۱۶ ] |
| ۱۵               | بیلدینگ ۴۲۹                  | «جایی که به آن تعلق دارم»                 | ۲۰۱۲                | [ ۱۷ ] |
| ۱۵               | کریس تاملین                  | «از کی بترسم (خدای لشکریان فرشته‌ها)»      | ۲۰۱۳                | [ ۱۸ ] |
| ۱۵               | هیلاری اسکات و خانوادهٔ اسکات | «اراده تو»                                | ۲۰۱۶                | [ ۱۹ ] |

منبع:

## دستاوردهای هنرمندان

### بیشترین تک‌آهنگ‌های شماره یک
| تعداد تک‌آهنگ‌ها | هنرمند        |
| -------------- | ------------- |
| ۱۳             | مرسی‌می        |
| ۹              | کستینگ کراونز |
| ۷              | توبی‌مک        |
| ۶              | کریس تاملین   |
| ۶              | جرمی کمپ      |
| ۶              | ثرد دی        |
| ۶              | متیو وست      |
| ۵              | لورن دایگل    |
| ۵              | کانیه وست     |
| ۳              | آرون شوست     |
| ۳              | برندون هیث    |
| ۳              | کری آندروود   |
| ۳              | جردن اسمیت    |

منبع:

### بیشترین هفته‌های تجمیعی در شماره یک
- ۱۲ هنرمند سی هفته یا بیشتر را در شمارهٔ یک جدول سپری کرده‌اند:

| هفته‌های حضور در شماره یک | هنرمند          |
| ------------------------ | --------------- |
| ۱۵۴                      | لورن دایگل      |
| ۸۸                       | مرسی‌می          |
| ۷۸                       | کستینگ کراونز   |
| ۶۱                       | هیل‌سانگ یونایتد |
| ۵۱                       | کریس تاملین     |
| ۴۷                       | متیو وست        |
| ۳۷                       | هیل‌سانگ وورشیپ  |
| ۳۷                       | ثرد دی          |
| ۳۶                       | توبی‌مک          |
| ۳۵                       | جرمی کمپ        |
| ۳۳                       | برندون هیث      |
| ۳۱                       | کری آندروود     |
| ۳۰                       | کانیه وست       |

### بیشترین حضور در ده ترانه برتر
| تعداد تک‌آهنگ‌ها | هنرمند              |
| -------------- | ------------------- |
| ۲۹             | کستینگ کراونز       |
| ۲۸             | کریس تاملین         |
| ۲۸             | مرسی‌می              |
| ۲۶             | توبی‌مک              |
| ۲۵             | جرمی کمپ            |
| ۲۳             | کانیه وست           |
| ۲۱             | متیو وست            |
| ۱۸             | فور کینگ اند کانتری |
| ۱۸             | بیگ دید ویو         |
| ۱۴             | لورن دایگل          |
| ۱۴             | استیون کورتیز چپمن  |
| ۱۴             | ثرد دی              |
| ۱۳             | نیوزبویز            |
| ۱۲             | مندیسا              |
| ۱۱             | فرانچسکا باتیستلی   |

منبع:

### بیشترین ترانه‌های شاخص قرارگرفته در جدول
| ترانه‌ها | هنرمند              |
| ------- | ------------------- |
| ۷۴      | لکرای               |
| ۵۷      | نیدتوبریث           |
| ۵۶      | الویشن وورشیپ       |
| ۵۲      | کریس تاملین         |
| ۴۹      | توبی‌مک              |
| ۴۶      | مرسی‌می              |
| ۴۶      | هیل‌سانگ وورشیپ      |
| ۴۴      | اسکیلت              |
| ۴۳      | هیل‌سانگ یونایتد     |
| ۴۲      | متیو وست            |
| ۴۱      | اندی مینیو          |
| ۴۰      | کستینگ کراونز       |
| ۳۹      | جرمی کمپ            |
| ۳۸      | کانیه وست           |
| ۳۷      | لورن دایگل          |
| ۳۶      | سوئیچ فوت           |
| ۳۶      | فور کینگ اند کانتری |
| ۳۳      | نیوزبویز            |
| ۳۳      | بتل میوزیک          |
| ۳۱      | فرانچسکا باتیستلی   |
| ۳۱      | بیگ ددی ویو         |

### هنرمندانی که حداقل در دو دهه به شماره یک رسیده‌اند
توبی‌مک (دهه‌های ۲۰۰۰، ۲۰۱۰ و ۲۰۲۰)
متیو وست (دهه‌های ۲۰۰۰، ۲۰۱۰ و ۲۰۲۰)
بیگ ددی ویو (دهه‌های ۲۰۰۰، ۲۰۱۰ و ۲۰۲۰)
آرون شوست (دهه‌های ۲۰۰۰ و ۲۰۱۰)
برندون هیث (دهه‌های ۲۰۰۰ و ۲۰۱۰)
بیلدینگ ۴۲۹ (دهه‌های ۲۰۰۰ و ۲۰۱۰)
کستینگ کراونز (دهه‌های ۲۰۰۰ و ۲۰۱۰)
کریس تاملین (دهه‌های ۲۰۰۰ و ۲۰۱۰)
جرمی کمپ (دهه‌های ۲۰۰۰ و ۲۰۱۰)
مرسی‌می (دهه‌های ۲۰۰۰ و ۲۰۱۰)
نیدتوبریث (دهه‌های ۲۰۰۰ و ۲۰۱۰)
ثرد دی (دهه‌های ۲۰۰۰ و ۲۰۱۰)
لورن دایگل (دهه‌های ۲۰۱۰ و ۲۰۲۰)
کانیه وست (دهه‌های ۲۰۱۰ و ۲۰۲۰)
کری آندروود (دهه‌های ۲۰۱۰ و ۲۰۲۰)

## دستاوردهای آلبوم‌ها

### بیشترین تک‌آهنگ‌های شماره یک از یک آلبوم
| تعداد تک‌آهنگ‌ها | هنرمند              | آلبوم                                  | سال  |
| -------------- | ------------------- | -------------------------------------- | ---- |
| ۳              | کستینگ کراونز       | ترانه زندگی                            | ۲۰۰۵ |
| ۳              | مرسی‌می              | آقای لاوول سخاوتمند                    | ۲۰۱۰ |
| ۲              | ثرد دی              | پیشنهادهای دوم: تمام چیزی که باید بدهم | ۲۰۰۳ |
| ۲              | کستینگ کراونز       | کستینگ کراونز                          | ۲۰۰۳ |
| ۲              | مرسی‌می              | انجام‌نشده                              | ۲۰۰۴ |
| ۲              | جرمی کمپ            | بازسازی‌شده                             | ۲۰۰۴ |
| ۲              | روز سوم             | هر کجا که هستی                         | ۲۰۰۵ |
| ۲              | مرسی‌می              | به نفس رسیدن                           | ۲۰۰۶ |
| ۲              | متیو وست            | چیزی برای گفتن                         | ۲۰۰۸ |
| ۲              | کستینگ کراونز       | تا زمانی که کل جهان بشنوند             | ۲۰۰۹ |
| ۲              | توبی‌مک              | امشب                                   | ۲۰۱۰ |
| ۲              | کریس تاملین         | و اگر خدای ما برای ماست…               | ۲۰۱۰ |
| ۲              | تنث اونیو نورث      | ملاقات نور با تاریکی                   | ۲۰۱۰ |
| ۲              | زک ویلیامز          | زنجیرشکن                               | ۲۰۱۷ |
| ۲              | کری آندروود         | هدیه من                                | ۲۰۲۰ |
| ۲              | کانیه وست           | دوندا                                  | ۲۰۲۱ |
| ۲              | کراودر              | شیر و عسل                              | ۲۰۲۱ |
| ۲              | فور کینگ اند کانتری | ما منتظر چی هستیم؟                     | ۲۰۲۲ |
| ۲              | کیتی نیکول          | کیتی نیکول                             | ۲۰۲۲ |